# Papežská teologická akademie
Papežská teologická akademie (lat. Pontificia Academia Theologica, it. Pontificia accademia di teologia) je jednou z akademií Římské kurie.
Posláním akademie, která se věnuje vzdělávání teologů, je podporovat dialog mezi vírou a rozumem a prohlubovat křesťanské učení podle pokynů Svatého otce. Úkolem akademiků je „poskytovat porozumění zjevení a obsah víry“.

## Historie
Papežská teologická akademie byla založena papežem Klementem XI. dopisem z 23. dubna 1718, kanonicky zřídil studijní sídlo a obdařil ho privilegii.
Následně byla akademie podporována a posilována papeži Benediktem XIII., Klementem XIV., Řehořem XVI. a Janem Pavlem II. Poslední dva papežové obnovili stanovy 26. října 1838 a 28. ledna 1999. 

## Prezidenti
- Marcello Bordoni † (11. dubna 1999 – 4. dubna 2009)
- Manlio Sodi, S.D.B. (4. dubna 2009 – 21. června 2014)
- Réal Tremblay, C.S.R. (21. června 2014 – 3. června 2019)
- Ignazio Sanna, (3. června 2019 – 6. srpna 2022)
- Antonio Staglianò, od 6. srpna 2022 [2]